# Carol Sloane
Carol Sloane, geboren als Carol Morvan (Providence (Rhode Island), 5 maart 1937 – Stoneham (Massachusetts), 23 januari 2023), was een Amerikaanse jazzzangeres.

## Biografie
Carol Morvan begon haar carrière op 14-jarige leeftijd toen ze in haar woonplaats optrad met de band van Ed Drew. In 1958 zong ze in het orkest van Larry Elgart, dat haar adviseerde om haar naam te veranderen in Sloane. In 1961 verving ze Annie Ross in de groep Lambert, Hendricks & Ross tijdens hun concerten in de New Yorkse jazzclub Village Vanguard. In hetzelfde jaar trad ze op tijdens het Newport Jazz Festival, hetgeen leidde tot een platencontract met Columbia Records, die haar echter op de markt bracht als een soort tweede Barbra Streisand, die haar warme, rustige jazzfrasering niet wilde evenaren. Begin jaren 1960 werden een aantal albums gemaakt die vandaag niet meer te verkrijgen zijn.
Tijdens de jaren 1980 had Carol Sloane zich ontwikkeld tot een volwassen jazzzangeres. Ze nam een aantal albums op voor kleinere platenlabels zoals Contemporary Records, Concord Records en HighNote Records, die werden uitgevoerd door jazzmuzikanten als o.a. Art Farmer, Rufus Reid, Kenny Barron, Phil Woods, Steve Turre en Frank Wess. In haar latere jaren trad ze voornamelijk op in Japan, waar ze een vaste aanhang had, evenals aan de noordoostkust van de Verenigde Staten en in New York.
Sloane overleed op 85-jarige leeftijd in een bejaardentehuis in Stoneham.

## Discografie
- 1962: Out of the Blue (Columbia Records/Fresh Sound Records) met Barry Galbraith, Art Davis, George Duvivier, Clark Terry, Nick Travis, Bob Brookmeyer
- 1988: Love You Madly (Contemporary Records) met Art Farmer, Clifford Jordan, Kenny Barron, Kenny Buurell, Rufus Reid
- 1990: The Real Thing (Contemporary Records) met Phil Woods, Grady Tate
- 1991: Heart´s Desire (Concord Records)
- 1993: Sweet and Slow (Concord Records)
- 1994: When I Look In Your Eyes (Concord Records)
- 1995: The Songs carmen Sang (Concord Records) met Phil Woods
- 1996: The Songs Sinatra Sang (Concord Records) met Frank Wess
- 1997: The Songs Ella and Louis Sang (Concord Records) met Clark Terry
- 2001: I Never Went Away (HighNote Records)
- 2010: We'll meet again (Arbors Records)